# Łaśmiady
Łaśmiady (deutsch Laszmiady, 1936 bis 1938 Laschmiady, 1938 bis 1945 Laschmieden) ist ein Dorf in der polnischen Woiwodschaft Ermland-Masuren, das zur Gmina Stare Juchy (Landgemeinde (Alt) Jucha, 1938 bis 1945 Fließdorf) im Powiat Ełcki (Kreis Lyck).

## Geographische Lage
Łaśmiady liegt in der östlichen Woiwodschaft Ermland-Masuren – am Westufer des Laszmiaden-Sees (1938 bis 1945: Laschmiedensee, polnisch Jezioro Łaśmiady) sowie am Südufer des Uloffke-Sees (polnisch Jezioro Ułówki). Bis zur Kreisstadt Ełk (deutsch Lyck) sind es zwölf Kilometer in südöstlicher Richtung.

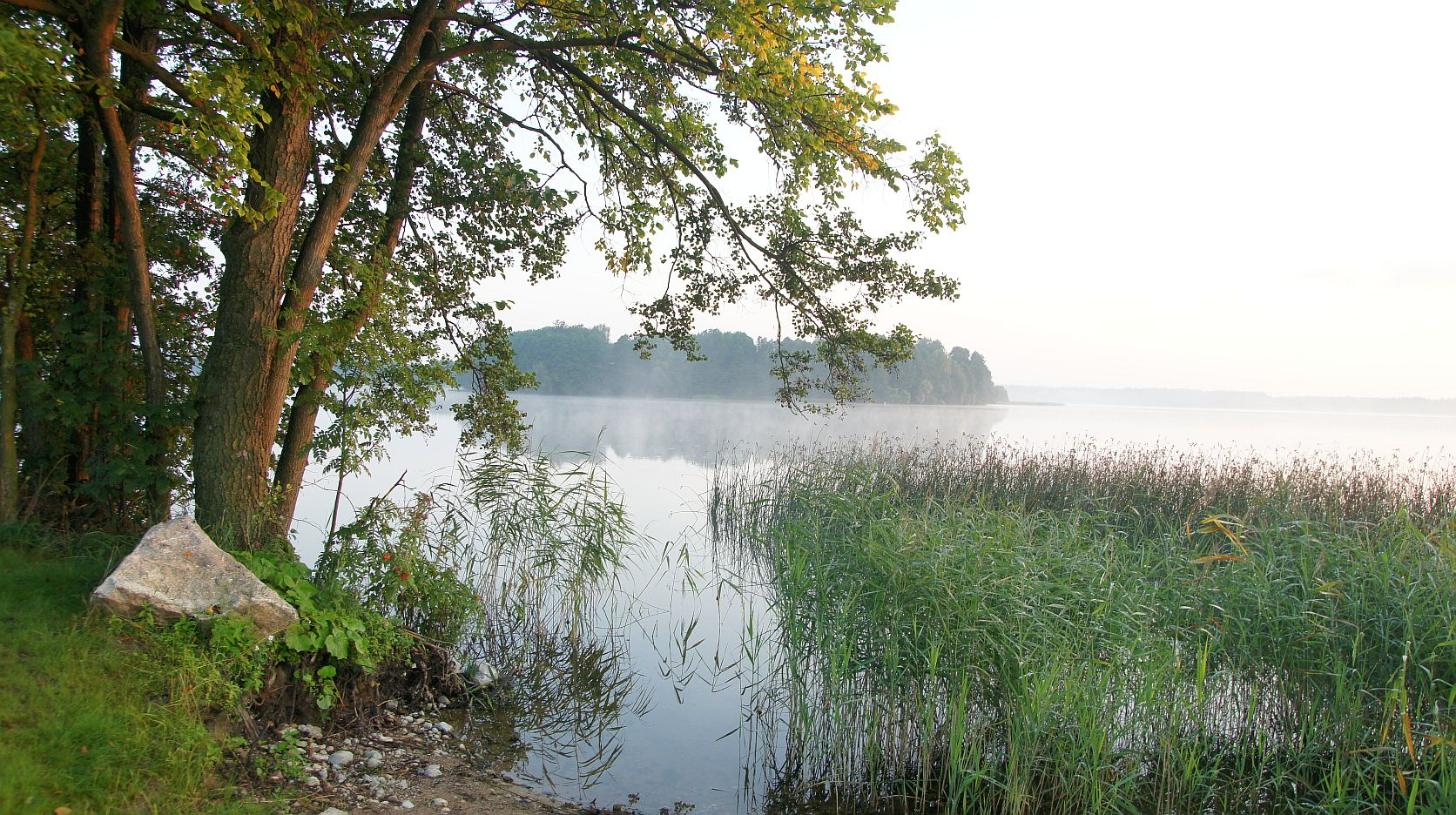
Blick auf den Jezioro Łaśmiady (Laszmiaden-See/Laschmiedensee)

## Geschichte
1526 war das Gründungsjahr des Dorfes, das nach 1785 Lasmiaden, bis 1936 Laszmiaden und von 1936 bis 1938 Laschmiaden hieß. Es bestand aus mehreren kleinen Höfen und Gehöften.
Im Jahre 1874 kam der Ort zum neu errichteten Amtsbezirk Alt Jucha (polnisch Stare Juchy), der – 1929 in „Amtsbezirk Jucha“, 1939 in „Amtsbezirk Fließdorf“ umbenannt – bis 1945 bestand und zum Kreis Lyck im Regierungsbezirk Gumbinnen (ab 1905: Regierungsbezirk Allenstein) der preußischen Provinz Ostpreußen gehörte.
Von 1874 bis 1945 war Laszmiaden zugleich dem Standesamt (Alt) Jucha (Fließdorf) zugeordnet.
124 Einwohner zählte Laszmiaden im Jahr 1910. Im Jahre 1933 waren es nur noch 83. 
Aufgrund der Bestimmungen des Versailler Vertrags stimmte die Bevölkerung im Abstimmungsgebiet Allenstein, zu dem Laszmiaden gehörte, am 11. Juli 1920 über die weitere staatliche Zugehörigkeit zu Ostpreußen (und damit zu Deutschland) oder den Anschluss an Polen ab. In Laszmiaden stimmten 100 Einwohner für den Verbleib bei Ostpreußen, auf Polen entfielen keine Stimmen.
Am 12. Februar 1936 wurde die Namensschreibweise in „Laschmiaden“ verändert, und am 3. Juni des Jahres 1938 erfolgte die Umbenennung in „Laschmieden“. Die Einwohnerzahl sank bis 1939 auf 66.
Im Jahr 1945 kam in Folge des Zweiten Weltkrieges das gesamte südliche Ostpreußen und mit ihm Laschmieden zu Polen. Der Name änderte sich in die polnische Form „Łaśmiady“. Das Dorf ist heute Sitz eines Schulzenamtes (polnisch Sołectwo) und somit eine Ortschaft im Verbund der Landgemeinde Stare Juchy ((Alt) Jucha, 1938 bis 1945 Fließdorf) im Powiat Ełcki (Kreis Lyck), bis 1998 der Woiwodschaft Suwałki, seither der Woiwodschaft Ermland-Masuren zugeordnet.

## Religionen
Bis 1945 war Laszmiaden/Laschmiaden resp. Laschmieden in die evangelische Kirche Jucha in der Kirchenprovinz Ostpreußen der Kirche der Altpreußischen Union sowie in die römisch-katholische Kirche Lyck (polnisch Ełk) im Bistum Ermland eingepfarrt.
Heute gehört Łaśmiady katholischerseits zur Pfarrei Straduny (Stradaunen) im Bistum Ełk der Römisch-katholischen Kirche in Polen. Die evangelischen Einwohner halten sich zur Kirchengemeinde in der Kreisstadt Ełk (Lyck), einer Filialgemeinde der Pfarrei Pisz (Johannisburg) in der Diözese Masuren der Evangelisch-Augsburgischen Kirche in Polen.

## Naturdenkmal
Im Ortsgebiet steht eine Silber-Weide (polnisch Wierzba biała) mit einem Stammumfang von 770 cm. Ein Hinweisschild weist sie als Naturdenkmal aus: „Stara wierzba“ w 2015 roku.

## Verkehr
Łaśmiady ist von Bałamutowo (Ballamutowen, 1934 bis 1945 Giersfelde) aus auf direktem Wege zu erreichen. 